# Charlie et ses drôles de dames
Ne doit pas être confondu avec Drôles de dames.
Pour les articles homonymes, voir Charlie's Angels (homonymie).
Série Drôles de dames
Drôles de dames
(1976) Charlie's Angels : Les Anges se déchaînent !
(2003)
Pour plus de détails, voir Fiche technique et Distribution.
Charlie et ses drôles de dames (Charlie's Angels) est un film américano-germanique réalisé par McG et sorti en 2000.
Il s'agit d'une adaptation cinématographique de la série télévisée Drôles de dames, créée par Ivan Goff et Ben Roberts, et dont le film se déroule dans la même continuité, faisant de lui une suite, presque vingt ans après la fin de sa diffusion. Il met en scène une nouvelle génération d'« Anges » incarnée par Cameron Diaz, Drew Barrymore et Lucy Liu. John Forsythe y reprend le rôle du mystérieux Charlie Townsend pour la première fois depuis la fin de la série. Le personnage de John Bosley fait également son retour, interprété cette fois-ci par Bill Murray à la suite du décès de David Doyle qui l'interprétait dans la série.
Lors de sa sortie, le film reçoit des critiques partagées mais est un succès au box-office. Une suite, Charlie's Angels : Les Anges se déchaînent !, toujours réalisée par McG, sort en 2003.

## Synopsis
Depuis les années 1970, l'agence Townsend, dirigée par le mystérieux Charlie Townsend, est réputée pour les services de ses « Anges », un trio de détectives talentueuses et intelligentes. Au fil des années, le trio a évolué avec de nouvelles recrues. Il est aujourd'hui composée de Natalie Cook, Dylan Sanders et Alex Munday, trois femmes aux parcours très différents. Elles sont recrutées pour enquêter sur la mystérieuse disparition d'un génie de l'informatique, Eric Knox, fondateur et dirigeant de Knox Technologies.

## Fiche technique
Sauf indication contraire, les informations mentionnées dans cette section peuvent être confirmées par la base de données cinématographiques IMDb,  présente dans la section « Liens externes ».
- Titre original : Charlie's Angels
- Titre français : Charlie et ses drôles de dames
- Réalisation : McG
- Scénario : Ryan Rowe, Ed Solomon et John August, d'après la série télévisée Drôles de dames de Ivan Goff et Ben Roberts
- Musique : Ed Shearmur
- Direction artistique : David F. Klassen et Richard F. Mays
- Décors : J. Michael Riva
- Costumes : Joseph G. Aulisi
- Photographie : Russell Carpenter
- Son : Greg Orloff, Gary C. Bourgeois
- Montage : Peter Teschner et Wayne Wahrman
- Production : Drew Barrymore, Leonard Goldberg et Nancy Juvonen

Production déléguée : Betty Thomas, Aaron Spelling, Joseph M. Caracciolo et Jenno Topping
Production associée : Amanda Goldberg
- Sociétés de production[1] : Global Entertainment Productions GmbH & Company Medien KG ; avec la participation de Columbia Pictures ; en association avec Flower Films et Tall Trees Productions
- Sociétés de distribution[1] : 
  - États-Unis : Columbia Pictures et Sony Pictures Releasing
  - Canada : Sony Pictures Releasing
  - France / Allemagne : Columbia TriStar Films
- Budget : 93 millions de $[2]
- Pays de production :  États-Unis,  Allemagne
- Langues originales : anglais, allemand, finnois, japonais et cantonnais
- Format : couleur (DeLuxe) - 35 mm - 2,39:1 (Cinémascope) - son DTS | Dolby Digital | SDDS
- Genre : action, aventure, comédie
- Durée : 98 minutes
- Dates de sortie :
  - États-Unis, Canada : 3 novembre 2000
  - Québec : 15 novembre 2000[3]
  - Suisse romande : 15 novembre 2000[4]
  - France et Belgique[5] : 22 novembre 2000
  - Allemagne : 30 novembre 2000
- Classification[6] :
  -  États-Unis : Accord parental recommandé, film déconseillé aux moins de 13 ans (PG-13 - Parents Strongly Cautioned)[Note 1].
  -  Allemagne : Interdit aux moins de 12 ans (FSK 12).
  -  France : Tous publics (visa d'exploitation no 99933 délivré le 24 novembre 2000)[7].

## Distribution
- Cameron Diaz (VF : Marjorie Frantz) : Natalie Cook
- Drew Barrymore (VF : Laura Préjean) : Dylan Sanders
- Lucy Liu (VF : Laëtitia Godès) : Alexandra « Alex » Munday
- Bill Murray (VF : Joël Martineau) : John Bosley
- John Forsythe (VF : François Dunoyer) : Charles « Charlie» Townsend (voix)
- Sam Rockwell (VF : Damien Boisseau) : Eric Knox
- Kelly Lynch (VF : Catherine Hamilty) : Vivian Wood
- Crispin Glover : L'« Effroyable Sac d'Os » (The Thin Man en VO)
- Tim Curry (VF : Bernard Alane) : Roger Corwin
- Matt LeBlanc (VF : Boris Rehlinger) : Jason Gibbons
- Luke Wilson (VF : Philippe Valmont) : Pete Komisky
- Tom Green (VF : Jérôme Rebbot) : Chad
- LL Cool J : Mr Jones
- Alex Trebek : lui-même
- Melissa McCarthy : Doris

## Bande originale
Singles
1. Independent Women
Sortie : 14 septembre 2000
2. Charlie's Angels 2000
Sortie : 27 novembre 2000

Liste des titres
| No  | Titre                                                | Artiste                    | Durée |
| --- | ---------------------------------------------------- | -------------------------- | ----- |
| 1.  | Independent Women, Pt. 1                             | Destiny's Child            | 3:43  |
| 2.  | Heaven Must Be Missing an Angel                      | Tavares                    | 3:26  |
| 3.  | You Make Me Feel Like Dancing                        | Leo Sayer                  | 2:52  |
| 4.  | True (Single Edit)                                   | Spandau Ballet             | 5:28  |
| 5.  | Dot (Album Version)                                  | Destiny's Child            | 3:49  |
| 6.  | Baby Got Back                                        | Sir Mix-a-Lot              | 4:22  |
| 7.  | Angel's Eye (Album Version)                          | Aerosmith                  | 3:22  |
| 8.  | Barracuda                                            | Heart                      | 4:22  |
| 9.  | Turning Japanese (Non Stop Edit)                     | The Vapors                 | 3:44  |
| 10. | Brandy (You're a Fine Girl) (With Chad Introduction) | Tom Green et Looking Glass | 3:22  |
| 11. | Got to Give It Up (Pt. 1)                            | Marvin Gaye                | 4:07  |
| 12. | Ya Mama                                              | Fatboy Slim                | 5:40  |
| 13. | Groove Is in the Heart                               | Deee-Lite                  | 3:54  |
| 14. | Charlie's Angels 2000                                | Apollo 440                 | 3:57  |
| 15. | Tangerine Speedo                                     | Caviar (en)                | 3:40  |

## Accueil

### Critique
Lors de sa sortie, le film reçoit des critiques généralement positives dans les pays anglophones. Sur le site agrégateur de critiques Rotten Tomatoes, il obtient un score de 68 % de critiques positives, avec une note moyenne de 6,20/10 sur la base de 100 critiques positives et 46 négatives, tandis que sur Metacritic, il obtient un score de 52/100 sur la base de 34 critiques collectées.
En France, l'accueil est également positif, avec une moyenne de 3,4/5 sur le site AlloCiné, qui a collecté 18 titres de presse.

### Box-office
| Pays ou région | Box-office        | Date d'arrêt du box-office | Nombre de semaines |
| -------------- | ----------------- | -------------------------- | ------------------ |
| France         | 1 937 717 entrées | 13 février 2001            | 12                 |
| États-Unis     | 125 305 545 $     | 25 février 2001            | 16                 |
| Mondial        | 264 105 545 $     | -                          | -                  |

Sorti dans 3 037 salles aux États-Unis, Charlie et ses drôles de dames prend directement la première place du box-office durant les deux premières semaines d'exploitation, dont 40 128 550 $ pour son premier week-end à l'affiche. Resté six semaines dans le top 10 depuis sa sortie, le long-métrage atteint les 100 000 000 $ sur le territoire américain la semaine de Thanksgiving et finit son exploitation avec 125 305 545 $ lors de son dix-septième week-end à l'affiche. À l'international, le film totalise 138 800 000 $, portant le cumul du box-office mondial à 264 105 545 $, ce qui le hisse à la douzième place des films les plus rentables de 2000.
En France, sorti près de trois semaines après les États-Unis dans 656 salles, Charlie et ses drôles de dames prend la tête du box-office la semaine de sa sortie avec 711 821 entrées. Le long-métrage se maintient au box-office au fil des semaines malgré des baisses de fréquentation modérée et finit son exploitation en salles avec un résultat approchant les 2 millions d'entrées.

## Distinctions
Entre 2000 et 2002, Charlie et ses drôles de dames a été sélectionné 48 fois dans diverses catégories et a remporté 15 récompenses.
| Année | Festivals de cinéma                                                                                       | Catégorie / Récompense                                                                       | Nommé(es) / Lauréat(es)                                                                                          | Nommé(es) / Lauréat(es) |
| ----- | --- | -------------------------------------------------------------------------------------------- | --- | ----------------------- |
| 2000  | Prix Bogey (Bogey Awards)                                                                                 | Prix Bogey                                                                                   | - | Lauréat                 |
| 2000  | The Stinkers Bad Movie Awards                                                                             | Prix Stinker du pire acteur dans un second rôle                                              | Tom Green | Lauréat                 |
| 2000  | The Stinkers Bad Movie Awards                                                                             | Prix Stinker du soulagement comique le plus drôle                                            | Tom Green | Lauréat                 |
| 2000  | The Stinkers Bad Movie Awards                                                                             | Pire chanson ou performance de chanson dans un film                                          | Destiny's Child                                                                                                  | Nomination              |
| 2000  | The Stinkers Bad Movie Awards                                                                             | Pire résurrection d'une émission de télévision                                               | - | Nomination              |
| 2001  | Académie des films de science-fiction, fantastique et d'horreur - Prix Saturn                             | Meilleur film d'action / aventures / thriller                                                | - | Nomination              |
| 2001  | Académie des films de science-fiction, fantastique et d'horreur - Prix Saturn                             | Meilleure actrice dans un second rôle                                                        | Cameron Diaz | Nomination              |
| 2001  | Académie des films de science-fiction, fantastique et d'horreur - Prix Saturn                             | Meilleure actrice dans un second rôle                                                        | Lucy Liu | Nomination              |
| 2001  | Billboard Music Awards                                                                                    | Billboard Music Award de la bande originale du single de l'année                             | Destiny's Child (pour la chanson "Independent Women, Part I".)                                                   | Lauréat                 |
| 2001  | Grammy Awards                                                                                             | Meilleure chanson écrite pour un film, une télévision ou un autre média visuel               | Beyoncé, Tone, Poke et Cory Rooney (pour la chanson "Independent Women, Part I".)                                | Nomination              |
| 2001  | Guilde des créateurs de costumes                                                                          | Meilleurs costumes contemporain                                                              | Joseph G. Aulisi                                                                                                 | Nomination              |
| 2001  | Guilde des maquilleurs et coiffeurs hollywoodiens (Hollywood Makeup Artist and Hair Stylist Guild Awards) | Prix HMMA de la meilleure coiffure contemporaine                                             | Barbara Olvera, Anne Morgan, Barbara Lorenz, Lori McCoy-Bell                                                     | Lauréat                 |
| 2001  | Guilde des maquilleurs et coiffeurs hollywoodiens (Hollywood Makeup Artist and Hair Stylist Guild Awards) | Meilleur maquillage contemporain                                                             | Cheryl Ann Nick                                                                                                  | Nomination              |
| 2001  | MTV Movie Awards                                                                                          | MTV Movie Award de la meilleure équipe à l'écran                                             | Drew Barrymore, Cameron Diaz et Lucy Liu                                                                         | Lauréat                 |
| 2001  | MTV Movie Awards                                                                                          | MTV Movie Award de la meilleure scène de danse                                               | Cameron Diaz (pour sa séquence fantastique.)                                                                     | Lauréat                 |
| 2001  | MTV Movie Awards                                                                                          | Meilleur combat                                                                              | Drew Barrymore                                                                                                   | Nomination              |
| 2001  | MTV Movie Awards                                                                                          | Meilleure réplique d'un film                                                                 | Cameron Diaz (pour "J'ai signé le communiqué, vous pouvez donc coller tout ce que vous voulez dans ma fente!".)  | Nomination              |
| 2001  | MTV Movie Awards                                                                                          | Meilleur caméo dans un film                                                                  | Tom Green | Nomination              |
| 2001  | MTV Movie Awards                                                                                          | Meilleure actrice habillée                                                                   | Lucy Liu | Nomination              |
| 2001  | MTV Video Music Awards                                                                                    | Vidéo de l'année                                                                             | Destiny's Child ("Independent Women, Part I".)                                                                   | Nomination              |
| 2001  | Prix BMI du cinéma et de la télévision                                                                    | Prix BMI de la meilleure musique de film                                                     | Edward Shearmur                                                                                                  | Lauréat                 |
| 2001  | Prix Bobine Noire                                                                                         | Meilleure chanson                                                                            | Destiny's Child, Beyoncé, Poke, Tone et Cory Rooney (pour la chanson "Independent Women, Part I".)               | Nomination              |
| 2001  | Prix de la bande-annonce d'or                                                                             | Le meilleur du spectacle                                                                     | Aspect Ratio | Nomination              |
| 2001  | Prix de la bande-annonce d'or                                                                             | Meilleure bande-annonce de film d’action                                                     | Aspect Ratio | Nomination              |
| 2001  | Prix de la bande-annonce d'or                                                                             | Bande-annonce la plus originale                                                              | Aspect Ratio | Nomination              |
| 2001  | Prix de la bande-annonce d'or                                                                             | Meilleure musique                                                                            | Aspect Ratio | Nomination              |
| 2001  | Prix du choix des enfants                                                                                 | Prix Blimp de l'actrice de cinéma préférée                                                   | Drew Barrymore                                                                                                   | Lauréat                 |
| 2001  | Prix du choix des enfants                                                                                 | Film préféré                                                                                 | - | Nomination              |
| 2001  | Prix du choix des enfants                                                                                 | Actrice de cinéma préférée                                                                   | Cameron Diaz | Nomination              |
| 2001  | Prix du divertissement à succès                                                                           | Prix du divertissement à succès de la meilleure équipe d'action (Internet uniquement)        | Drew Barrymore, Cameron Diaz et Lucy Liu                                                                         | Lauréat                 |
| 2001  | Prix du divertissement à succès                                                                           | Prix du divertissement à succès du meilleur acteur dans un second rôle dans un film d’action | Bill Murray | Lauréat                 |
| 2001  | Prix du divertissement à succès                                                                           | Prix du divertissement à succès de la meilleure bande originale (Internet uniquement)        | - | Lauréat                 |
| 2001  | Prix du divertissement à succès                                                                           | Meilleure chanson d'un film (Internet uniquement)                                            | (pour la chanson "Independent Women, Part I".)                                                                   | Nomination              |
| 2001  | Prix du jeune public                                                                                      | Meilleur film de comédie                                                                     | - | Nomination              |
| 2001  | Prix du jeune public                                                                                      | Meilleure actrice                                                                            | Drew Barrymore                                                                                                   | Nomination              |
| 2001  | Prix du jeune public                                                                                      | Meilleure scène de combat                                                                    | Drew Barrymore et Sam Rockwell                                                                                   | Nomination              |
| 2001  | Prix du jeune public                                                                                      | Meilleur méchant                                                                             | Sam Rockwell | Nomination              |
| 2001  | Prix du jeune public                                                                                      | Film - Choice Wipeout                                                                        | Drew Barrymore                                                                                                   | Nomination              |
| 2001  | Prix Satellites                                                                                           | Meilleure actrice dans un film musical ou une comédie                                        | Cameron Diaz | Nomination              |
| 2001  | Prix Satellites                                                                                           | Meilleurs effets visuels                                                                     | Pat McClung | Nomination              |
| 2001  | Taurus - Prix mondiaux des cascades                                                                       | Prix Taurus de la meilleure cascade de spécialité.                                           | Shauna Duggins et Donna Evans                                                                                    | Lauréat                 |
| 2001  | Taurus - Prix mondiaux des cascades                                                                       | Prix Taurus du meilleur travail aérien.                                                      | Michiko Nishiwaki, Joey Box, Marla Casey, Shauna Duggins, Donna Evans, Ming Qiu, David Paris et Eileen Weisinger | Lauréat                 |
| 2001  | Taurus - Prix mondiaux des cascades                                                                       | Meilleure conduite.                                                                          | Tanner Gill | Nomination              |
| 2001  | Taurus - Prix mondiaux des cascades                                                                       | Meilleure conduite.                                                                          | Rick Seaman | Nomination              |
| 2001  | Taurus - Prix mondiaux des cascades                                                                       | Meilleur combat.                                                                             | | Nomination              |
| 2001  | Taurus - Prix mondiaux des cascades                                                                       | Meilleur coordinateur de cascade et / ou réalisateur de la 2e équipe                         | Vic Armstrong et Andy Armstrong                                                                                  | Nomination              |
| 2002  | MTV Asia Awards                                                                                           | Meilleur film                                                                                | - | Nomination              |
| 2002  | Société Américaine des Compositeurs, Auteurs et Éditeurs de Musique                                       | Prix ASCAP des chansons les plus jouées de films cinématographiques                          | Beyoncé (pour la chanson "Independent Women, Part I".)                                                           | Lauréat                 |

## Analyse